# Tristichium
Tristichium es un género de musgos perteneciente a la amilia Archidiaceae. Comprende 5 especies descritas y de estas, solo 4 aceptadas.

## Taxonomía
El género fue descrito por Johann Karl August Müller y publicado en Linnaea 42: 235. 1879.

## Especies aceptadas
A continuación se brinda un listado de las especies del género Tristichium aceptadas hasta febrero de 2015, ordenadas alfabéticamente. Para cada una se indica el nombre binomial seguido del autor, abreviado según las convenciones y usos.
- Tristichium apodum (Herzog) H.A. Crum
- Tristichium lorentzii Müll. Hal.
- Tristichium mirabile (Müll. Hal.) Herzog
- Tristichium sinense Broth.